# Teresa Morató Armengol
Teresa “Tere” Morató Armengol (nascuda el 28 de març de 1998) és una futbolista professional andorrana que juga com a davantera al Villarreal CF de la Lliga F i a la selecció femenina d'Andorra.

## Carrera de club
Morató va començar la seva carrera professional a l'ENFAF Crèdit Andorrà, l'únic club femení d'Andorra, que competeix al sistema de lligues espanyol. La temporada 2015-16 va marcar 61 gols en 24 partits, sent amb diferència la màxima golejadora de la Primera Divisió Femenina Catalana (quart nivell espanyol). Tot i la seva excel·lent actuació personal, l'equip va acabar 12è de la classificació.
Les impressionants actuacions de Morató amb l'ENFAF van fer que el FC Barcelona la fitxés pel seu equip de reserva l'estiu del 2016.
El juliol del 2020, Morató va fitxar pel Rayo Vallecano i es va convertir en la primera jugadora andorrana a incorporar-se a la primera divisió femenina espanyola.

## Carrera internacional
El 18 de setembre de 2022, va marcar el seu primer gol, acompanyat del seu primer hat-trick contra Liechtenstein en un partit amistós. Actualment, és la màxima golejadora de la seva selecció, amb 8 gols.

## Objectius internacionals
Les puntuacions i els resultats indiquen primer el nombre de gols d'Andorra.
| No. | Data                   | Lloc                                         | Oponent               | Puntuació | Resultat | Competició |
| --- | ---------------------- | -------------------------------------------- | --------------------- | --------- | -------- | ---------- |
| 1.  | 18 de setembre de 2021 | Sportanlage Blumenau, Triesen, Liechtenstein | </img> Liechtenstein  | 1 –0      | 4–2      | Amistós    |
| 2.  | 18 de setembre de 2021 | Sportanlage Blumenau, Triesen, Liechtenstein | </img> Liechtenstein  | 2 –0      | 4–2      | Amistós    |
| 3.  | 18 de setembre de 2021 | Sportanlage Blumenau, Triesen, Liechtenstein | </img> Liechtenstein  | 3 –0      | 4–2      | Amistós    |
| 4.  | 16 de febrer de 2022   | Estadi Nacional, Andorra la Vella, Andorra   | </img> Gibraltar      | 1 –0      | 4–1      | Amistós    |
| 5.  | 16 de febrer de 2022   | Estadi Nacional, Andorra la Vella, Andorra   | </img> Gibraltar      | 2 –0      | 4–1      | Amistós    |
| 6.  | 13 de juny de 2023     | Estadi Municipal De Peralada, Girona, Spain  | </img> Aràbia Saudita | 3-1       | 3–1      | Amistós    |
| 7.  | 17 de juny de 2023     | Estadi Municipal De Peralada, Girona, Spain  | </img> Aràbia Saudita | 1 –0      | 3–0      | Amistós    |
| 8.  | 17 de juny de 2023     | Estadi Municipal De Peralada, Girona, Spain  | </img> Aràbia Saudita | 2 –0      | 3–0      | Amistós    |